# Быстрая (приток Хайрюзовой)
Быстрая (в верхнем и среднем течении — Хайрюзовка) — река в Камчатском крае России.
Длина реки — 219 км, площадь водосборного бассейна — 4080 км². Протекает по территории Быстринского и Тигильского районов.
Берёт начало в отрогах центральной части Срединного хребта. Ширина реки в верхнем течении — до 40 м, глубина — до 1 м, скорость течения — 2,0—2,3 м/с. В нижнем течении ширина — до 86 м, глубина — до 1,6 м, скорость течения — 1,9—2,0 м/с.
Напротив села Хайрюзово впадает в реку Тихую (Хайрюзову) в 45 км от её устья по левому берегу. Основной приток — река Сувоен.

## Данные водного реестра
- Бассейновый округ — Анадыро-Колымский
- Речной бассейн — реки Камчатки бассейна Охотского моря (до Пенжины)
- Водохозяйственный участок — бассейны рек Охотского моря полуострова Камчатка южнее южной границы бассейна реки Тигиль